# 中航地产
中航地产股份有限公司 （深交所：000043）是中国深圳证券交易所的一家上市公司，主营业务范围包括：房地产开发、经营，各类投资，开办商场、宾馆服务配套设施，国内商业、物资供销业，自有物业管理、经营、举办各种产品展销、开展科技交流活动、举办科技学术交流会议，劳务派遣。公司总股本为33348.071万股（2012年）。
公司总部位于深圳市福田区振华路163号飞亚达大厦六楼，法人代表为仇慎谦。